# Принц крові

Геральдична корона принца крові

Принц крові (фр. prince du sang фр. вимова: [pʁɛ̃s dy sɑ̃]) — монарший титул, що відносився до законнонароджених нащадків по чоловічій лінії представників європейських королівських династій, які відповідно до салічного закону мали право успадкувати престол.
Титул вперше з'являється у XIV ст. Був поширений як у Франції, так і в інших європейських королівствах. Увійшов у широкий вжиток у XVI ст. для позначення чоловіків-нащадків Людовика Святого. Всі повнолітні принци крові входили до Королівської ради. 
Пізніше цей термін став використовуватись для позначення чоловіків і жінок (принців і принцес), що походять від правлячого монарха і мають право на успадкування престолу. 
Прямі нащадки монарха — його сини, онуки в XVII—XVIII ст. називались не принцами крові, а членами королівської сім'ї. Також у багатьох королівствах послідовність престолонаслідування визначалась окремими князівськими (герцогськими) титулами, а не належністю до принців крові. 
Були випадки, коли байстрюків (незакононароджених синів) визнавали принцами крові й надавали їм герцогський титул.
У Франції за королів Карла VIII та Людовіка XII, що не мали синів, принців крові, що були офіційними спадкоємцями престолу, називали "другою людиною королівства".  
Генріха Наварского називали "першим принцом крові", тобто старшим серед усіх принців крові. Після його сходження на престол, "першим принцом крові" став принц Конде.  
З 1709 року «першими принцами крові» стали називати герцогів Орлеанських.
Ті, хто мав титул Принца крові зазвичай іменувались своїм основним князівським (герцогським) титулом, але іноді використовувався й цей титул, для більш точного означення статусу відповідної особи в державі.

Перші принци крові
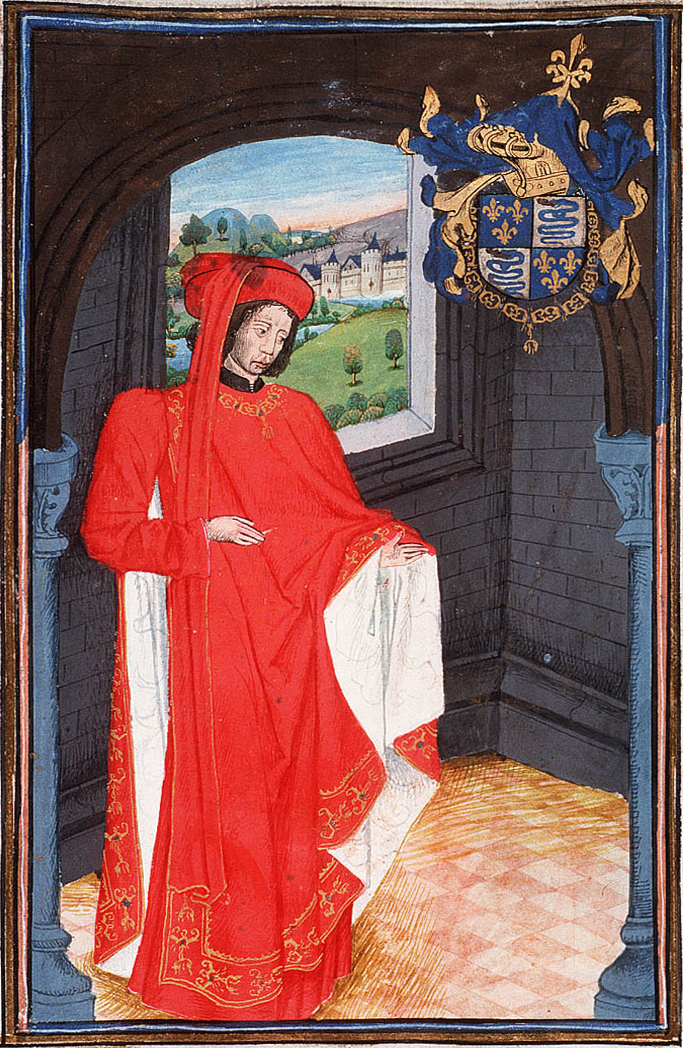
до 1465 Карл, герцог Орлеанський
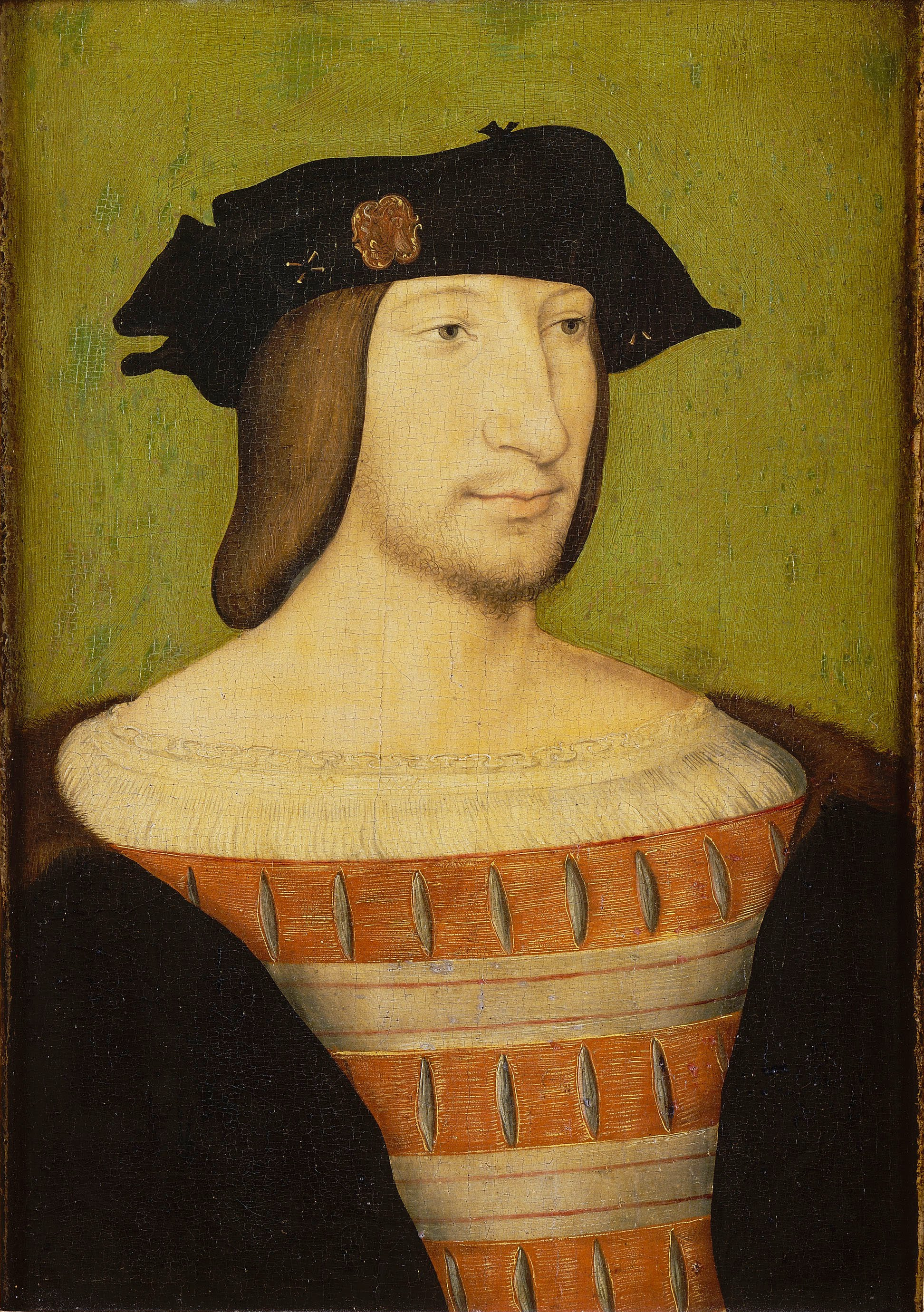
1498-1515 Франсуа Ангулемський
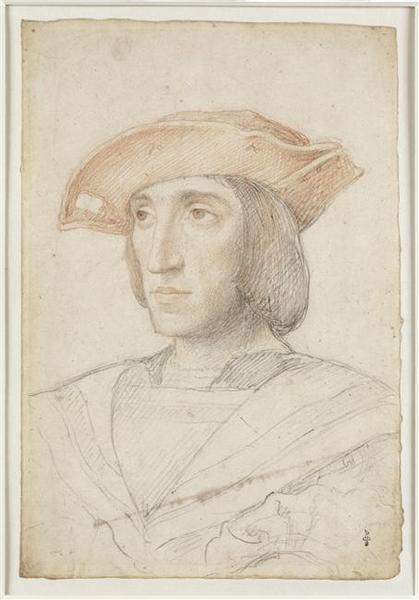
1525-27 Карл III де Бурбон
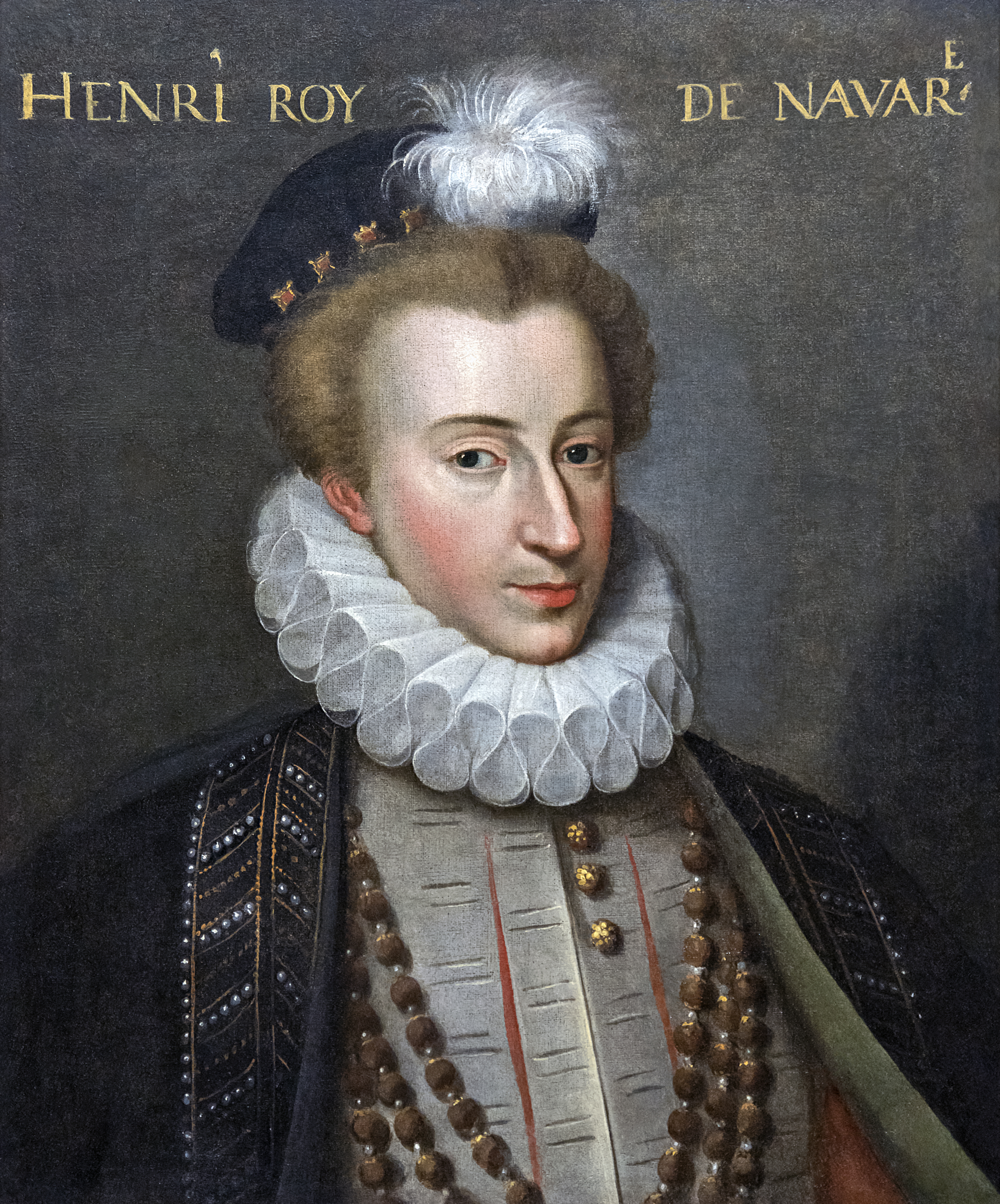
1562-89 Генріх Наварський
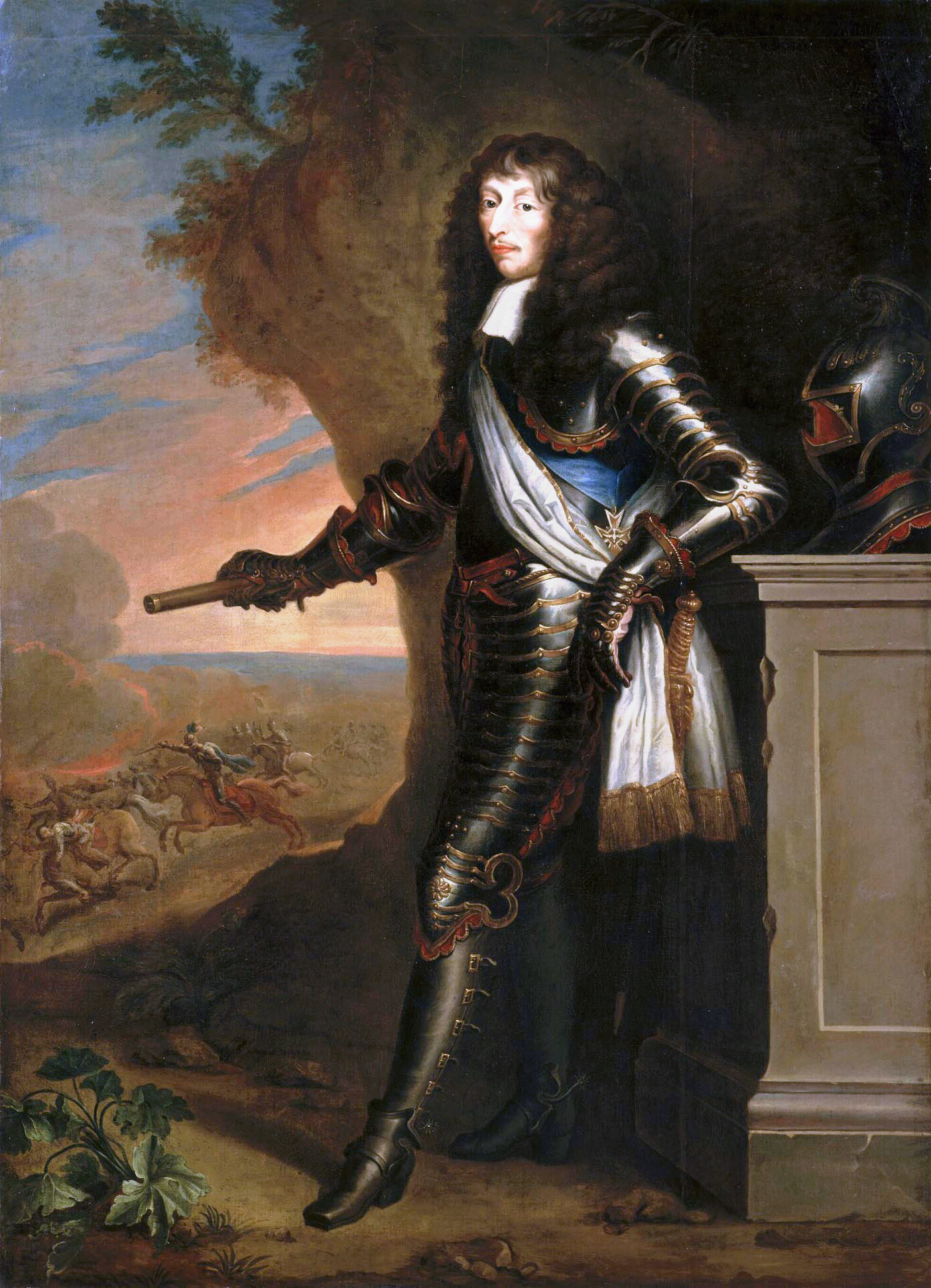
1646-89 Людовик II де Бурбон-Конде